# Stygobromus clantoni
Stygobromus clantoni är en kräftdjursart som först beskrevs av Creaser 1934.  Stygobromus clantoni ingår i släktet Stygobromus och familjen Crangonyctidae. IUCN kategoriserar arten globalt som sårbar. Inga underarter finns listade i Catalogue of Life.